# Ferenc Hámori
Ferenc Hámori (14 ottobre 1972) è un ex calciatore ungherese, di ruolo attaccante.

## Palmarès

### Club

#### Competizioni nazionali
- Campionato ungherese: 1

Ferencváros: 2000-2001